# Geografia da Serra Leoa
A maior parte da linha costeira da Serra Leoa consiste de mangais, sendo a única excepção a península onde se localiza a capital, Freetown. O resto da Serra Leoa é fundamentalmente um planalto (com cerca de 300 m de altitude) coberto por florestas, com montanhas no leste do país (o ponto mais alto é o Loma Mansa com 1 948 m). O clima é tropical com uma estação chuvosa entre Maio e Dezembro.
As cidades principais são a capital, Freetown, Koidu, Bo, Kenema e Makeni.